# Atractus melanogaster
Atractus melanogaster är en ormart som beskrevs av Werner 1916. Atractus melanogaster ingår i släktet Atractus och familjen snokar. Inga underarter finns listade.
Arten förekommer i departementet Tolima i Colombia. Den lever i bergstrakter mellan 1800 och 2200 meter över havet. Fram till 2015 var endast nio exemplar kända. De hittades under 1930- samt 1940-talet eller tidigare. Det finns inga uppgifter om ormens habitat men i regionen förekommer större bergsskogar. Honor av nära besläktade arter lägger ägg.
En del av skogarna som finns i området avverkas. Det är oklart hur beståndet påverkas. IUCN listar arten med kunskapsbrist (DD).